# Římskokatolická farnost Malá Bukovina
Římskokatolická farnost Malá Bukovina (lat. Micro-Bokvana, Kleinbocken) je církevní správní jednotka sdružující římské katolíky na území vesnice Malá Bukovina a v jejím okolí. Organizačně spadá do děčínského vikariátu, který je jedním z 10 vikariátů litoměřické diecéze. Centrem farnosti je kostel svatého Václava v Malé Bukovině.

## Historie farnosti
Farnost byla založena v roce 1722. Matriky jsou vedeny od roku 1723.

### Duchovní správcové vedoucí farnost
Začátek působnosti jmenovaného v duchovní správě farnosti od:
- 1722   Augustinus Melzer
- 1744   Joannes Pautsch
- 1747   Antonius Ritzi
- 1750   Simon Hauschild
- 1756   Josephus Runge
- 1768   Christophorus Pisch
- 1775   Wenceslaus Hocke, n. 8. 1. 1732 Neostad, o. 1756, † 1. 3. 1808
- 1779   Wenc. Stein, † 23. 5. 1806
- 1806   Andr. Pollinger, n. 10. 2. 1768 Planens., o. 4. 7. 1791, † 10. 7. 1839
- 1808   Jos. Wurm, n. 5. 1. 1769 Drum, o. 27. 11. 1793, † 19. 12. 1849
- 1821   Jos. Schoenfeld, n. 10. 2. 1782 Leipa, o. 8. 9. 1805, † 7. 1. 1850
- 1832   par. vacat
- 1833   Jos. Pemsel, n. 22. 7. 1780. Straussnitz, o. 23. 4. 1808, † 30. 5. 1839
- 29. 6. 1834 Ign. Meissner, n. 30. 12. 1785 Zwickau, o. 24. 5. 1808, † 17. 9. 1864
- 10. 3. 1841 par. vacat, admin. Franc. Langer
- 28. 7. 1842 Franc. Langer, n. 15. 8. 1793 Schwarcenicens., o. 24. 8. 1821, † 28. 8. 1863
- 28. 12. 1853 Joann. Geissler, n. 27. 10. 1809 Johannesthal., o. 3. 8. 1835, † 14. 7. 1883
- 1866   par. vacat, admin. interc. Franc. Ludwig
- 1867   Vinc. Lampel, n. 25. 8. 1816 Sandau, o. 15. 10. 1839, † 23. 4. 1888
- 1876   par. vacat, admin. interc. Dan. Endler
- 1877   Christophorus Kachler, n. 6. 7. 1826 Plan., o. 25. 7. 1851, † 1. 4. 1897
- 1885   Emman. Czirnich, n. 18. 8. 1838 Leipa, o. 29. 7. 1863, † 22. 3. 1890
- 1888   Jos. Eschler, n. 8. 3. 1847 Hasel, o. 14. 11. 1874, † 27. 7. 1928
- 1902   Wenc. Mauder, n. 14. 1. 1864 Leimgruben, o. 16. 5. 1889, † 16. 9. 1928
- 1904   par. vacat, admin. interc. Ad. Bělík
- 1905   Adolph. Bělík, n. 4. 1. 1872 Straschnow, o. 17. 6. 1894
- 1912   par. vacat, admin. exc. Lud. Gala
- 1913   Franc. Dytrt, n. 18. 3. 1873 Pěčín, o. 5. 7. 1896
- 1923   Joann. Kabeš, n. 18. 5. 1863 Čistá, o. 4. 7. 1889, † 10. 12. 1946
- 1939   par. vacat, admin. exc. Ed. Heine
- 1. 3. 1940   par. vacat, admin. interc. Franc. X. Langhans
- 12. 8. 1946  Vojtěch Bartoš SJ
- 1. 1.  1947    Ludov. Seifert
- 1. 10. 1948    František Šemík
- 1. 12. 1951    Jan Jeníček
- 1. 8.  1954   Tomáš Holoubek
- 1. 4.  1957   Jaroslav Novosad
- 19. 3. 1959    František Appl
- 1. 8.  1970    Ladislav Kubíček
- 1. 8.  1972    Karel Volejníček
- 1. 7.  1975    Jan Bláha
- 1. 7.  1990    Pavel Zach
- 1. 4.  1991   Jaroslav Gajdošík
- 1. 10. 1992   Jiří Sucharda
- 1. 8.  1998   Štefan Pilarčík
- 1. 3.  2000  Karel Jordán Červený
- 1. 10. 2001    Bohuslav Bártek, admin. exc. z Benešova nad Ploučnicí
- 1. 5.  2002     Stanislav Bečička
- 1. 9.  2005     Milan Matfiak
- 1. 10. 2005   František Segeťa, admin. exc. in spiritualibus ze Srbské Kamenice
  - od 1. 10. 2005 Marcel Hrubý, admin. exc. in materialibus ze Srbské Kamenice
- 1. 4.  2016  Jozef Kujan SDB, admin. exc. in spiritualibus z Jiříkova[3]

Kromě kněží stojících v čele farnosti, působili ve farnosti v průběhu její historie i jiní kněží. Většinou pracovali jako farní vikáři, kaplani, katecheté, výpomocní duchovní aj.

## Území farnosti
Do farnosti náleží území obce:
- Karlovka (Karlsthal[p 2])
- Malá Bukovina (Klein Bocken[p 2])
- Skřivánčí (Lerchenthal[p 2])
- Velká Bukovina (Grossbocken[p 2])

## Římskokatolické sakrální stavby na území farnosti
| Foto | Stavba             | Místo         | Bohoslužby                      | Zeměpisné souřadnice             | Status       | Číslo kulturní památky           |        |
| Kostel | Kostel             | Kostel        | Kostel                          | Kostel                           | Kostel       | Kostel                           | Kostel |
| --- | ------------------ | ------------- | ------------------------------- | -------------------------------- | ------------ | -------------------------------- | ------ |
| | Kostel sv. Václava | Malá Bukovina | bližší informace o bohoslužbách | 50°44′32″ s. š., 14°22′48″ v. d. | farní kostel | 40892/5-3822 (Pk•MIS•Sez•Obr•WD) |        |
| Některé drobné sakrální stavby a pamětihodnosti lze dohledat zde v databázi Drobné sakrální památky Zaniklé sakrální stavby lze dohledat zde v databázi Poškozené a zničené kostely, kaple a synagogy v České republice |                    |               |                                 |                                  |              |                                  |        |

Ve farnosti se mohou nacházet i další drobné sakrální stavby, místa římskokatolického kultu a pamětihodnosti, které neobsahuje tato tabulka.

## Příslušnost k farnímu obvodu
Z důvodu efektivity duchovní správy byl vytvořen farní obvod (kolatura) farnosti Srbská Kamenice, jehož součástí je i farnost Malá Bukovina, která je tak spravována excurrendo. Přehled těchto kolatur je v tabulce farních obvodů děčínského vikariátu.